# Ceaucé
Ceaucé is een gemeente in het Franse departement Orne (regio Normandië). De plaats maakt deel uit van het arrondissement Alençon. Ceaucé telde op 1 januari 2022 1.164 inwoners.

## Geografie
De oppervlakte van Ceaucé bedroeg op 1 januari 2022 41,52 vierkante kilometer; de bevolkingsdichtheid was toen 28 inwoners per km².

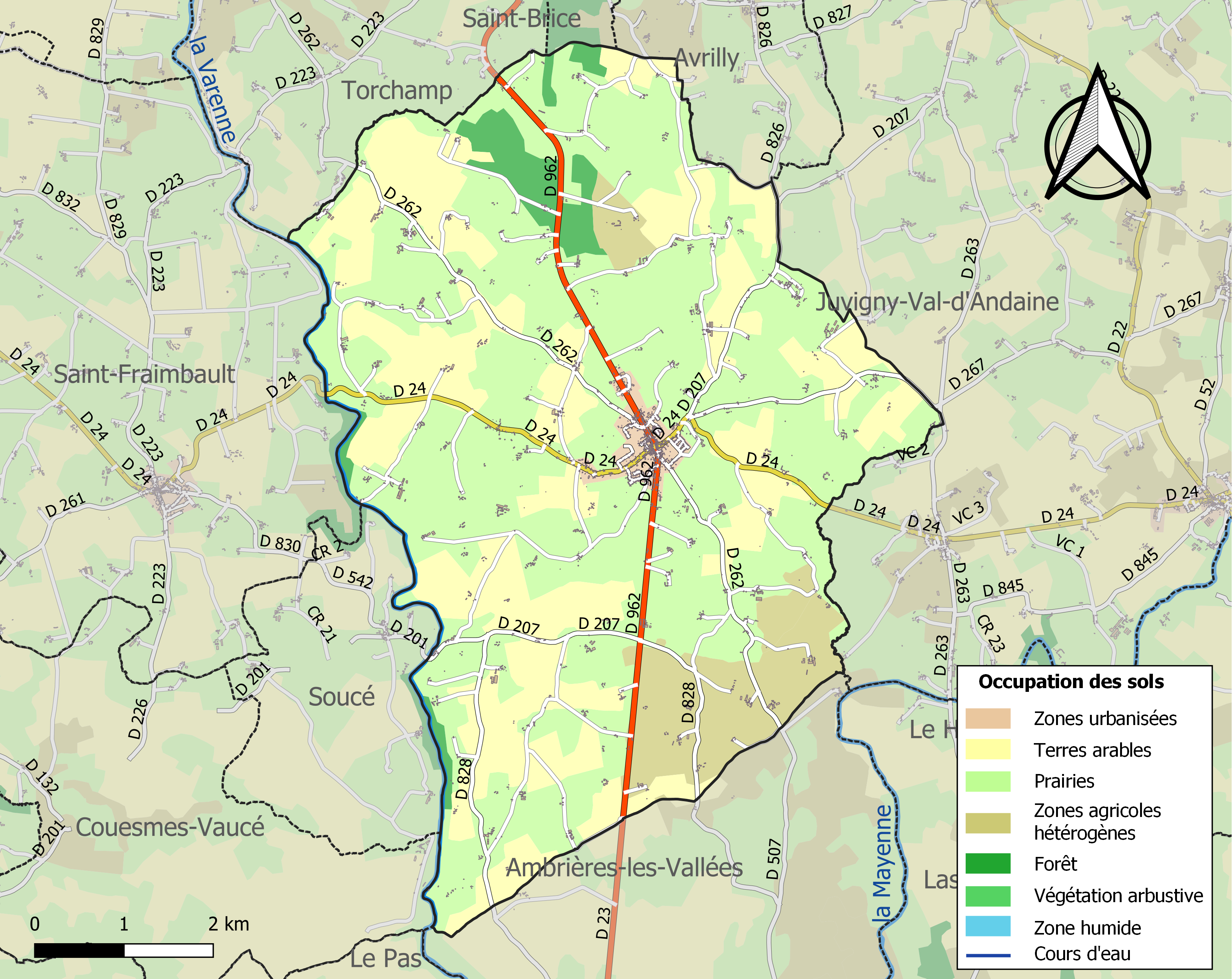
Kaart van de gemeente met belangrijkste infrastructuur, bodemgebruik en omliggende gemeenten

## Demografie
Onderstaande figuur toont het verloop van het inwonertal (bron: INSEE-tellingen).